# Eye of Solitude
Eye of Solitude ist eine 2010 gegründete und von 2019 bis 2021 aufgelöste Death- und Funeral-Doom-Band.

## Geschichte

### Karriereverlauf
Eye of Solitude wurde von Daniel „Klepsy“ Neagoe, unter anderem vom Deos und Clouds, als Soloprojekt 2010 gegründet. Das in geringer Stückzahl im Selbstverlag herausgegebene Debüt The Ghost beschreibt Neagoe als sehr persönliches Werk, das er für sich selbst „und nicht für die Öffentlichkeit“ einspielte. Nach der Veröffentlichung formierte Neagoe bis 2012 eine Bandbesetzung und ging einen Vertrag mit dem französischen Label Kaotoxin Records ein. Die Veränderung hin zu einer Bandbesetzung, in der er nicht mehr als Instrumentalist, sondern vornehmlich als Sänger agiert, bezeichnete er als natürlichen Prozess.

„As Eye Of Solitude continued to being a proper band I left the instruments to the instrumentalists and I've taken the strings for vocals. Again there was no intention and it just felt natural to move on to vocals only. Also as ideology I couldn't have expressed the ideas and the concept of lyrics by playing an instrument and it felt only right to be not only the band's ‘voice’ but also the concept and story teller.“

„Als es mit Eye Of Solitude als eine richtige Band weiterging, überließ ich die Instrumente den Instrumentalisten und opferte die Saiten dem Gesang. Es war wieder kein Plan ausschließlich den Gesang zu übernehmen, es fühlte sich einfach natürlich an. Ich hätte auch die Ideen und das Konzept der Texte ideologisch nicht durch das ein Instrument ausdrücken können und es fühlte sich einfach richtig an, nicht nur die ‚Stimme‘ der Band zu sein, sondern auch der Konzeptentwickler und der Geschichtenerzähler.“

Im Rahmen des Vertrags mit Katoxin Records veröffentlichte Eye of Solitude bis 2016 zwei Studioalben, drei EPs, eine Single sowie eine Split-EP mit der niederländischen Funeral-Doom-Band Faal. Jenseits einer weiteren Split-EP die Eye of Solitude mit Marche Funèbre über Hypnotic Dirge Records und Moscow Funeral League Records veröffentlicht, erschienen die weiteren Alben erneut im Selbstverlag. Seit ihrem Bestehen trat die Band mit internationalen Auftritten, unter anderem in Deutschland, Belgien, Rumänien und den Vereinigten Staaten in Erscheinung. Im Jahr 2019 löste Neagoe Eye of Solitude auf und initiierte nahezu nahtlos das Folgeprojekt Mourners. Im März 2021 reaktivierte er die Band allerdings, verwies auf persönliche Beweggründe und kündigte weitere Veröffentlichungen mit Eye of Solitude an. Zur Veröffentlichung des Albums Godless im Juni 2021 führte er die Beweggründe aus. So reaktivierte er Eyes of Solitude um Geld für eine nach Bandscheibenvorfällen notwendige Operation zu generieren.

### Besetzungsgeschichte
Nachdem Neagoe allein das Demo Promo 2011 und das Debüt The Ghost 2011 im Selbstverlag veröffentlichte schlossen sich der Gitarrist Jeff Barber und der Bassist Matthew White dem Projekt an. In dieser Formation absolvierte Eye of Solitude erste Live-Auftritte. Nachkommend wechselten die Musiker um Neagoe in unregelmäßigen Abständen. Als Gitarristen brachten sich Indee Rehal-Sagoo von 2011 bis 2014, Tristan Jefferies 2012, Mark Antoniades 2012 bis 2016, Steffan Gough von 2014 bis 2019 und Alexandru „Xander C“ Cozaciuc von 2018 bis zur Auflösung der Band. Als Bassisten agierten Federico Benini von 2011 bis 2012 und nachfolgend Chris Davies bis 2018. Als Schlagzeuger wurde 2012 Adriano Ferraro hinzugezogen. Dieser brachte sich bis 2017 in die Band ein und wurde alsdann von Remco Verhees ersetzt, der 2019 von Siebe Hermans abgelöst wurde. Hinzukommend agierte Pedro Caballero Clemente von 2012 bis 2014 als Keyboarder.

## Werk und Wirkung
Eye of Solitude veröffentlichte von 2011 bis zur Auflösung der Band 2019 ein Demo, fünf Studioalben, zwei davon über Katoxin Records, drei EPs und eine Single, die alle über Katoxin Records erschienen, sowie zwei Split-EPs, wovon eine über Katoxin Records und eine über Hypnotic Dirge und Moscow Funeral League Records herausgegeben wurde. Alle Veröffentlichungen die weder über Katoxin Records noch über Hypnotic Dirge und Moscow Funeral League Records erschienen, veröffentlichte Eye of Solitude im Selbstverlag. Der Stil der Band unterzog sich einem anhaltenden Wandel vom Death Doom zu einem melodisch-atmosphärischen Funeral Doom derweil die Rezeption durchgehend positiv blieb.

### Stil
Der für das Webzine Doom-Metal.com verfassten Bandbeschreibung zufolge teilt sich die musikalische Entwicklung der Band in zwei Phasen. Eine frühe Death-Doom-Phase, in der die Musik als Melodic Death Doom oder Gothic Metal zu klassifizieren sei und Interpreten wie My Dying Bride und Emperor nahe stünde, derweil der Gesang dem Brutal Death Metal von Suffocation entsprechend als sehr tiefes Growling präsentiert wird. Die zweite Phase sei nach der Veröffentlichung von Canto III eingeleitet worden. Seither sei die Band einem melodischen Funeral Doom, der der ebenfalls von Neagoe unterhaltenen Band Clouds entspreche, zuzuordnen.

### Rezeption
Nachdem das Debüt in der kleinen Auflage von 50 Exemplaren ohne Label und Werbung veröffentlicht worden war, nahm die internationale Rezeption von Eye of Solitude mit der Veröffentlichung von Sui Caedere ihren Anfang. Dies wurde als „genreübergreifendes Hörerlebnis“ und „das perfekte Doom-Death-Einstiegs-Album für jeden Death-Metal-Fan, der sich mit Doom Death vertraut machen möchte“. In den für Doom-Metal.com, Metalitalia.com und Crossfire Metal verfassten Rezensionen wurde besonders die Gesangsleistung als eindrucksvolles Element der Musik hervorgehoben.
Das dritte, Canto III benannte und an Dante Alighieris Die Göttliche Komödie angelehnte, Studioalbum erfuhr ebenso internationales Lob. In den für Doom-Metal.com, Metal1.info, Crossfire Metal, Angry Metal Guy und Metalitalia.com verfassten Besprechungen wird die Band mit Canto III mit Genre-Größen wie My Dying Bride, Paradise Lost und Anathema gleichgesetzt. So schrieb Mark Rzeszutek für Doom-Metal.com, dass Eye of Solitude mit Canto III „die Fackel, die von den Peaceville Three angezündet und kürzlich von Esoteric getragen wurde, weiterhin hell brennen“ ließe. Kritisiert wurde das hingegen das letzte Drittel des Albums von Peter Mildner für Metal.de, nach dem Stück Act IV: The Pathway had been Lost böte Canto III „leider nur noch Stangenware und kann trotz fettem Sound nicht mit seinem im Doom-Genre erfrischend abwechslungsreichen Auftakt mithalten.“ Auch Shayne Mathis monierte für Metal Injection, dass es der Band zwar weitestgehend gelänge der „eine Atmosphäre der Ehrfurcht, Angst und des Elends zu erschaffen, die zum literarischen Ausgangsmaterial passt, aber das Album kann manchmal Desorientiert sein, besonders wenn man es in Stücken anstatt als kontinuierliche Komposition hört.“ Auch in weiteren Besprechungen wird der Bezug zur Vorlage herausgestellt und das Album damit verbunden als „eine quälend grausame, von Trauer durchtränkte und letztendlich quälende Reise“ sowie als „ein brillantes Album […] von düsterer Atmosphäre und ehrfürchtig okkulter Kraft, das die Themen und Emotionen im Zentrum von Dantes berühmter göttlicher Komödie in musikalischer Form adaptiert.“
Die mit Cenotaph einhergehenden Veränderungen führten zu einer Abnahme der internationalen Beachtung der Band. Der fehlende Vertragspartner bedingte geringere Promotion und damit einhergehend die Abnahme der Zahl der Rezensionen. Dennoch blieb die Wertung der Veröffentlichung positiv. Cenotaph sei „ein extrem starkes, gut gemachtes Stück kraftvollen Funeral Doom, das für alle Fans des Genres ein Muss“ sei urteilte Kris Clayton für Doom-Metal.com. In für Metalstorm und No Clean Singing verfassten Besprechungen wurde die Atmosphäre des Albums sehr gelobt und Cenotaph „genial“ sowie als ein Album, das man „nicht nur höre und erlebe“, sondern „selbst durchlebe“ beschrieben.
Die Rezeption des fünften Albums Slave to Solitude schloss sich dieser Beurteilung an. Es sei „ein weiteres großartiges Album von Eye of Solitude“, mit dem sich „Anhänger des Funeral Doom“ befassen sollten hieß es in einer für Hatred Means War verfassten Rezension. Für Doom-Metal.com schrieb Aleks Evdokimov, dass Slave to Solitude ein „umfassendes und erfolgreiches“ Werk sei, dass ein Amalgam aus der „Grabesstimmung“ des Vorgänger-Albums und der Klarheit und Tiefe des Schwesterprojektes Clouds verkörpere. Michele Mura urteilte hingegen für Metalitalia, dass Slave to Solitude zwar ein starkes Album, das Genre-Anhänger zufrieden stellen würde, sei aber im Vergleich zu vorherigen Veröffentlichungen auch das schwächste Werk von Eye of Solitude darstelle.